# Pristomyrmex fuscipennis
Pristomyrmex fuscipennis é uma espécie de formiga do gênero Pristomyrmex, pertencente à subfamília Myrmicinae.